# Pan Sova
Pan Sova (anglicky Owl at Home) je pohádková kniha pro děti od Arnolda Lobela. Poprvé vyšla v roce 1975, v češtině byla vydána nakladatelstvím Albatros v roce 1996. Díky svému jednoduchému textu je ideální pro první čtení. Je složena z pěti příběhů, ve kterých pan Sova řeší různé problémy, mnohdy vtipným a nevšedním způsobem.

## Děj
Pan Sova bydlí sám v malém domečku. Život o samotě pro něj ale není vůbec jednoduchý, občas ho přepadne strach, jindy mu chybí společnost. Často zažívá neobyčejné dobrodružství a vždy si musí poradit sám. Jeho nápady na řešení problémů jsou často bláznivé a nepraktické. Pan Sova je tak trochu popleta, o to více jsou jeho příběhy vtipné.

##### 1.Návštěva
Je zimní podvečer a pan Sova si vychutnává večeři u krbu. Najednou slyší, jak někdo klepe na dveře. Když ale otevře, nikdo tam není. Po chvíli mu dojde, že to je zima, kdo klepe na dveře, a tak ji pan Sova pozve dovnitř, aby se trochu ohřála. Zima, místo toho, aby byla vděčná, mu doma nadělá pěknou paseku.

##### 2. Divné boule
Pan Sova ležel v posteli a chystal se ke spánku, když si najednou všiml dvou divných boulí v dolní části postele. Nadzvedl peřinu, aby se podíval, kde se ty boule vzaly, ale viděl pouze své nohy. Když se opět přikryl, boule tam zase byly. Co teď?

##### 3. Slzičkový čaj
Pan Sova dostal chuť na slzičkový čaj. Vzal si konvici a začal vzpomínat na všechny smutné věci, které na světě jsou. Jak vzpomínal a vzpomínal, slzičky mu tekly přímo do konvice. Když byla konvice plná slziček, pan Sova vstal a spokojeně si šel uvařit slzičkový čaj.

##### 4. Nahoru po schodech a dolů
Dům pana Sovy měl přízemí a první patro. Když byl pan Sova v prvním patře, přemýšlel, co se asi tak děje v přízemí a naopak. Rozhodl se proto, že bude běhat po schodech nahoru a dolů, aby byl na obou místech zároveň.

##### 5. Pan Sova a měsíc
Pan Sova byl na procházce u moře, když zrovna vycházel měsíc. Chvíli se na sebe navzájem dívali, a tak pan Sova usoudil, že z nich budou přátelé. Po chvíli se pan Sova s měsícem rozloučil a vydal se na cestu domů, měsíc ho však následoval. Pan Sova měsíci říkal ať s ním nechodí a radši zůstane nad mořem, ale měsíc ho neposlechl. A tak se z nich stali dobří přátelé.

## Přijetí a interpretace
Anita Tarrová ve své knize o lhaní a vyprávění příběhů v dětské literatuře analyzovala Pana Sovu v kontextu dalších děl. Mnoho spisovatelů pro děti prozkoumalo potřebu fantazie, fantazijní příběhy, které podporují víru v mluvící medvědy, králíky, víly a čarodějnice. Autoři nejsou odsuzující; obvykle neříkají, že by dítě mělo z těchto přesvědčení vyrůst, protože příběhy jsou vhodné pro vývoj dítěte v konkrétním věku. V titulu Pan Sova (1975) Arnold Lobel odráží, jak si velmi malé děti vysvětlují svět. Apostrofuje Zimu, když klepe na vchodové dveře Pana Sovy. Pan Sova není hloupý, ale dětský. Lobel zde ilustruje animismus, kde dítě věří, že může ovládat síly přírody například tím, že se Pan Sova spřátelí s měsícem. Tyto knihy pro děti jsou v kontaktu s kognitivním vývojem dětí a poskytují malým čtenářům jemné ujištění, že autoři rozumí jejich pocitům. Ukazují dětem, že Pan Sova by se neměl zahanbit, když si neuvědomuje, že ty dva záhadné hrboly v jeho posteli jsou jen jeho nohy, a nebo že nemůže být nahoře i dole zároveň, bez ohledu na to, jak rychle běží. Kniha nabízí jemný humor nad naivitou postavy a jiný úhel myšlení. Dává také důraz na laskavost a ohleduplnost. Ukazuje nám i jisté upozadění vlastních potřeb před potřebami druhých. Všechny tyto myšlenky mohou být sdíleny se čtenáři, aby dětské publikum získalo pocit sebevědomí a odvahu do života.
Petr Matoušek, jeden z mála českých kritiků zabývajících se i dětskou literaturou, uvedl v týdeníku Respekt tituly dětské literatury, které považical za nejpozoruhodnější na českém trhu v roce 1997. Mezi tyto tituly zařazuje i Pana Sovu, o kterém napsal, že je to hravý veršovaný příběh pro děti od 6 let.
Michial Farmer v článku na Front Porch Republic napsal, že beletrie pro děti připravuje dítě na dospělost tím, že rozvíjí jeho představivost a zachovává smysl pro tajemství. Podle Farmera příběhy o Panu Sovovi ukazují, jak se vyrovnává s osamělostí a strachem. Když jednoho zimního večera uslyší Pan Sova klepání na dveře, otevře a zjistí, že je to Zima. Představuje si, že se Zima potřebuje zahřát, a tak ji pozve dovnitř. Ta ale způsobí zmatek, a tak je nucen zimu požádat, aby odešla. Poté zase spokojeně usedá ke své večeři. Na Zimu, která mu v domečku udělala pěkný nepořádek, se však nezlobí. A proč taky, vždyť právě Zima umožňuje Panu Sovovi tento útulný večer u krbu. Zdá se, že Pan Sova se poučil v poslední kapitole knihy „Pan Sova a měsíc“. Zde vychází nad mořem Měsíc. Pan Sova ho s velkým zájmem sleduje, jak je krásný. Jeho úvahy opět podléhají snové logice dětských knih: „Jestli se na tebe dívám, Měsíčku, pak se musíš dívat zpátky na mě. Musíme být velmi dobří přátelé." Tentokrát už ale ví, že nemůže pozvat měsíc domů, protože by se do jeho domečku nevešel a ani nemá jídlo, které by mu mohl nabídnout. Místo toho mu dává pokyn, aby zůstal nad oceánem, který považuje za Měsíčkův domov a sám odchází domů. Loučí se tak se svým kamarádem, protože se bojí, že mu nemůže nabídnout dostatek prostoru a jídla, aby se měl Měsíc lépe než na obloze. Měsíček ho samozřejmě „pronásleduje“ domů, což Panu Sovovi způsobuje určité utrpení; bezpochyby si pamatuje nepořádek, který Zima udělala z jeho tichého večera doma. Nakonec, když Pan Sova dorazí domů, Měsíc zajde za mraky a Pan Sova upadne do melancholie a v ponuré tmě si oblékne pyžamo. Je smutný, že ztratil svého kamaráda. V tu chvíli se mraky rozestoupí a Pan Sova vidí svého přítele zářit na noční obloze. Kniha končí jakýmsi požehnáním: „Pan Sova nebyl vůbec smutný.“
Jeho příběhy podle Farmera ukazují, jak přijímá omezení života a nalézá moudrost ve svém zvláštním pohledu na svět. Zvláštní moudrost Pana Sovy, jeho spokojený smutek, dosahuje vrcholu v příběhu „Slzičkový čaj“, který učí děti, jak zpracovávat smutek prostřednictvím metafory vaření čaje ze slz. Toto zobrazení odráží hlubokou melancholii a spojení s každodenním zoufalstvím světa. Jednoho večera se Pan Sova rozhodne uvařit slzičkový čaj, což je koncept, který Lobel představí, jako by to bylo něco, co jsme všichni dělali každých pár týdnů. Jak se brzy dozvíme, člověk si vaří slzičkový čaj tak, že se nutí být smutný a plakat tak dlouho, dokud slzami nenaplní konvici. Zde je zase použita snová logika. Melancholie Pana Sovy, se točí kolem smutku z osamělosti. Nemyslí však na sebe, ale na různé zapomenuté předměty ve světě. Písně, které nelze zpívat, protože slova byla zapomenuta. Lžíce, které spadly za sporák a už je nikdo neuvidí. Knihy, které nelze číst, protože některé stránky byly vytržené. Hodiny, které se zastavily a nikdo je nenatáhl. Ráno, které nikdo neviděl, protože všichni spali. Bramborová kaše, která zůstala na talíři, protože je nikdo nechtěl jíst. A tužky, tak krátké, že už je nejde použít. Poté si otře slzy, uvaří si slzičkový čaj a spokojeně si jej vychutnává. Pan Sova je symbolem moudrosti a klidu, který přijímá život takový, jaký je, a nachází radost i v malých věcech. Jeho příběhy kombinují komedii a tragédii, což přináší dětem hlubší pochopení světa kolem nich. Jeho způsob smýšlení je pro děti velmi důležitý, ukazuje jim, že není nutné hned přemýšlet jako dospělí. Ukazuje jim, že si Pan Sova vždy poradí a vše vyřeší, i když netradičním a vtipným způsobem. Pan Sova není hloupý, občas sice je trochu naivní, hlavně je ale velice laskavý a vždy myslí hlavně na druhé, tak aby všem udělal radost a nikoho nevynechal.